# Dauzat-sur-Vodable
Dauzat-sur-Vodable là một xã ở tỉnh Puy-de-Dôme trong vùng Auvergne-Rhône-Alpes miền trung nước Pháp. Xã này nằm ở khu vực có độ cao từ 677-1252 mét trên mực nước biển.